# Paravolvulus assimilis
Paravolvulus assimilis är en skalbaggsart som beskrevs av Kryzhanovskij 1987. Paravolvulus assimilis ingår i släktet Paravolvulus och familjen stumpbaggar. Inga underarter finns listade i Catalogue of Life.